# Vittoriano (proconsole di Cartagine)
Vittoriano (440/450 – 23 marzo 484) è stato proconsole di Cartagine ed è venerato come santo e martire dalle Chiese che ne ammettono il culto.

## Biografia
Vittoriano nacque intorno alla metà del V secolo ad Adrumeto, sulla costa orientale della Tunisia, in una famiglia nobile e facoltosa.
 

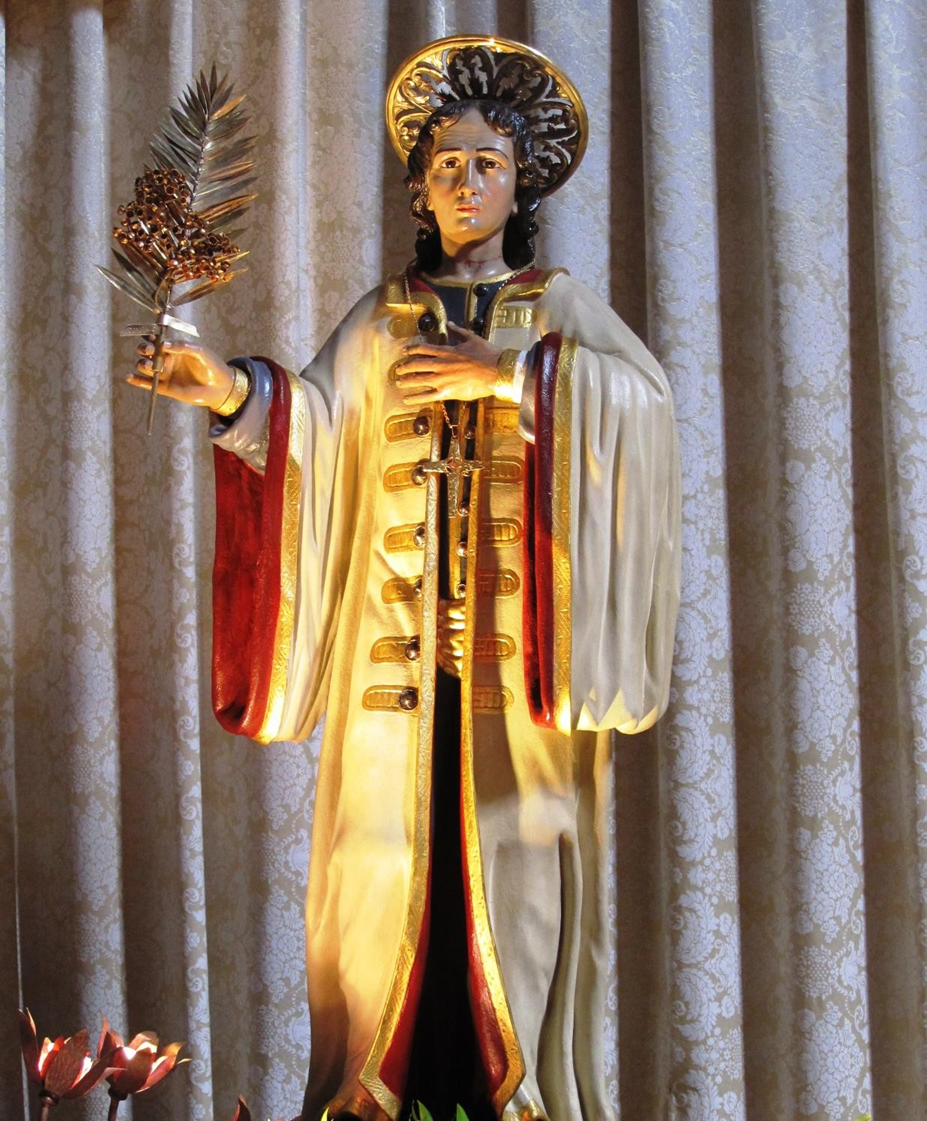
San Vittoriano, statua lignea, 1767.

Quando il padre di Vittoriano era governatore di Adrumeto, l'Africa settentrionale era occupata dai Vandali che, nel 429, sotto la guida di Genserico, attraverso lo stretto di Gibilterra, avevano raggiunto la costa africana fino a conquistare Cartagine dieci anni dopo. Così come il figlio Unnerico, che gli successe al trono nel 477, Genserico era ariano e il suo regno fu caratterizzato da persecuzioni contro i cattolici. Unnerico, inizialmente, rallentò le persecuzioni contro i cattolici e nominò Vittoriano proconsole di Cartagine. A partire dal 480, però, Unnerico avviò una nuova e più cruenta azione persecutoria contro i cattolici. Nel 484, infine, promulgò a proprio nome l'editto di persecuzione con il quale ordinò l'espulsione di tutti i vescovi e del clero cattolico e infierì contro chiunque non si fosse convertito all'arianesimo.
Dopo l'emanazione dell'editto di persecuzione contro i cattolici, Unnerico inviò un messaggio al proconsole Vittoriano, il quale godeva di ottima reputazione ed era considerato fedelissimo dallo stesso re vandalo per gli alti compiti che da sempre gli erano stati affidati. A Vittoriano fu riferito che Unnerico l'avrebbe anteposto a tutti gli altri, se si fosse convertito all'arianesimo. Vittore di Vita, vescovo africano della Bizacena, riporta la ferma risposta che Vittoriano diede alla richiesta di Unnerico: «Sicuro per Dio e per Cristo Signore mio, vi dico ciò che dovete dire al re: mi ponga sulle fiamme, mi mandi alle bestie, mi sevizi con tormenti d’ogni genere: se darò il mio assenso, invano sono stato battezzato nella Chiesa cattolica. Se, infatti, questa vita presente fosse la sola e non sperassimo che è eterna l’altra che è la vera, neppure allora agirei così per procacciarmi una gloria breve e temporanea e non mi dimostrerei ingrato verso il Creatore, che mi accordò la sua fede». Il re a questa risposta divenne furioso e ordinò che Vittoriano fosse imprigionato e torturato. Dopo aver subito feroci supplizi, il 23 marzo del 484 Vittoriano fu martirizzato insieme a due fratelli di Aquae Regiae (l'odierna Henchir-Baboucha) e due mercanti entrambi di nome Frumezio, oggi con lui commemorati il 23 marzo di ogni anno.

## Culto
Floro nel suo martirologio pone la commemorazione del santo al 26 luglio; Adone, invece, la trasferisce al 23 marzo, data in cui sono ricordati anche nelle edizioni del Martirologio Romano successive al Concilio Vaticano II. Nelle edizioni del Martirologio Romano precedenti a tale Concilio, infatti, oltre al San Vittoriano proconsole di Cartagine, commemorato il 23 marzo, venivano anche ricordati altri due santi con questo nome, uno martirizzato in Isauria, commemorato al 16 maggio, e un altro, figlio di Simplicio, martirizzato a Marsiglia (o secondo altre fonti nella Marsica, nei pressi di Celano, in Abruzzo), commemorato il 26 agosto.

### Reliquie

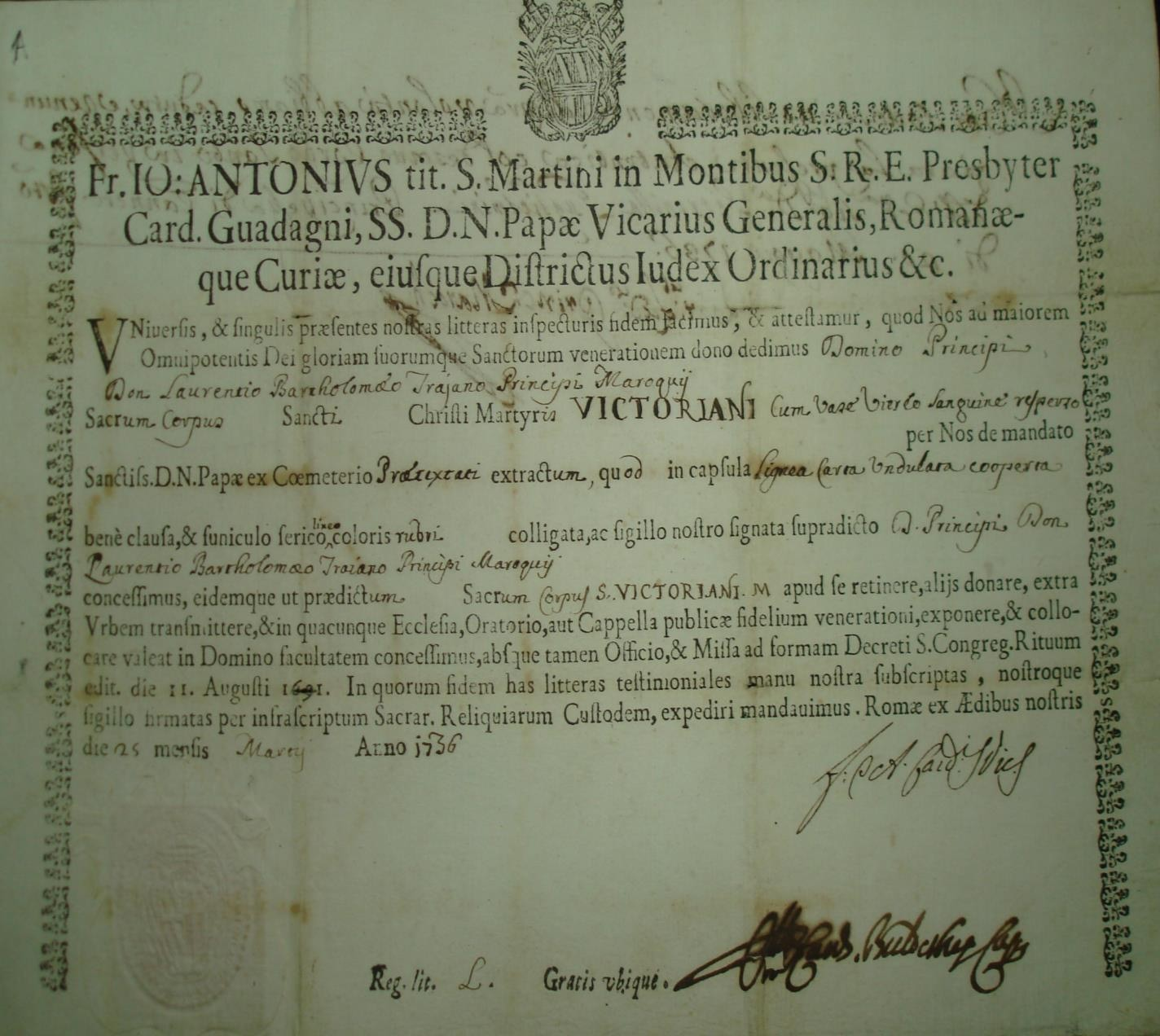
Autentica del 25 marzo 1736. Estrazione di san Vittoriano dalla catacomba di Pretestato in Roma. Archivio storico Immacolata di Adelfia

Nella chiesa dell'Immacolata di Adelfia è venerato san Vittoriano (il dies festus del santo coincide con l’ultima domenica di luglio), di cui si conservano le reliquie. Queste, come dimostra un'autentica del 27 marzo 1736 a firma del cardinale Giovanni Antonio Guadagni custodita presso l'Archivio storico della Parrocchia, furono donate da papa Clemente XII al principe del Marocco don Lorenzo Bartolomeo Troiano, qualche anno dopo la sua conversione al cristianesimo e il suo battesimo presso la Basilica di San Pietro il 6 marzo 1733.
Nel mese di maggio del 1736, il principe del Marocco donò il corpo santo a Donna Petronilla Guglielmini, principessa di Canneto, residente in Napoli.

Da un documento a firma di Gian Giuseppe Gironda, principe di Canneto, apprendiamo che fino al 1749 le reliquie di san Vittoriano erano state custodite a Napoli dalla Congregazione del SS. Sagramento, con la dissoluzione di quest'ultima, Gironda donò le reliquie di san Vittoriano alla Chiesa Maria SS. della Stella in terra di Canneto di Bari, dove giunsero il 23 luglio del 1753.

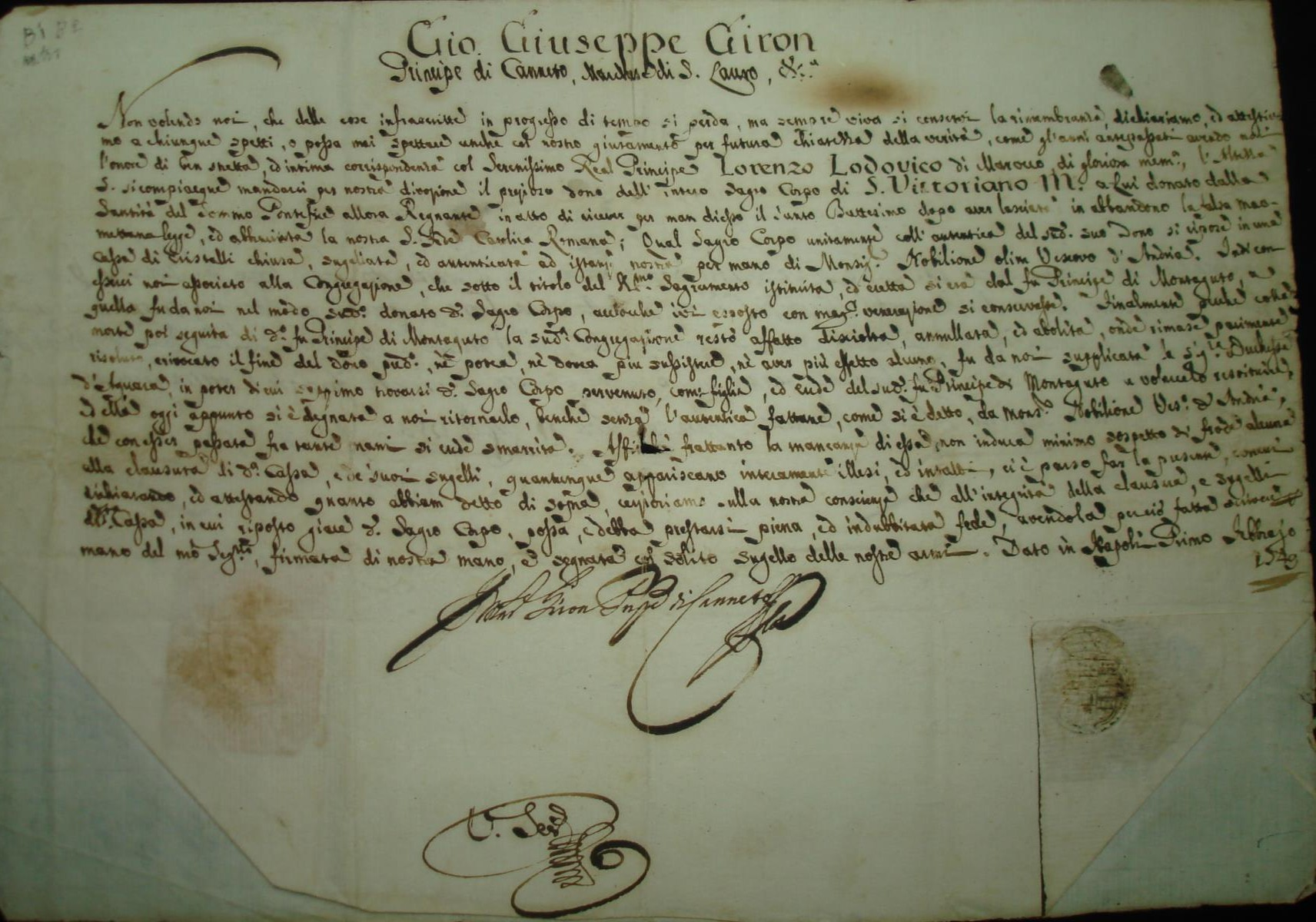
Autentica di Gian Giuseppe Gironda.1749. Archivio storico Immacolata di Adelfia

Per quanto concerne il Corpo di san Vittoriano donato a Canneto, a far convergere sulla figura del proconsole d’Africa sono diversi elementi: un’ala della catacomba di Pretestato a Roma, da cui fu estratto il corpo di san Vittoriano donato a Canneto, custodiva numerose reliquie di martiri africani; per la conversione del Principe del Marocco Papa Clemente XII gli avrebbe donato proprio il corpo di un martire africano; il documento di estrazione del corpo dalla catacomba di Pretestato porta la data del 25 marzo, a ridosso della memoria di san Vittoriano proconsole di Cartagine (23 marzo) e ciò collimerebbe con l’usanza di celebrare la liturgia nelle catacombe proprio nei giorni in cui si faceva memoria del martirio; la presenza del vaso contenente il sangue del martire rimanda ad una tradizione relativa a quei martiri che in vita erano appartenuti ad una condizione sociale di un certo prestigio ed avevano ricoperto cariche rilevanti, proprio come il proconsole di Cartagine.